# Grekland i olympiska sommarspelen 1928
Grekland deltog i de olympiska sommarspelen 1928 i Amsterdam med en trupp bestående av 23 deltagare, men ingen av landets deltagare erövrade någon medalj.